# Красные Выселки (Кораблинский район)
Красные Выселки — деревня в Кораблинском районе Рязанской области России. Входит в Молвинослободское сельское поселение.  
Вблизи протекают реки Проня и Молва. Рядом находится кладбище и Крестовоздвиженский храм. Ранее это было село Мещёрское или Молвины слободки. В советское время название села дали близлежащему населённому пункту.

## Население
| 2010 |
| ---- |
| 4    |

## Достопримечательности

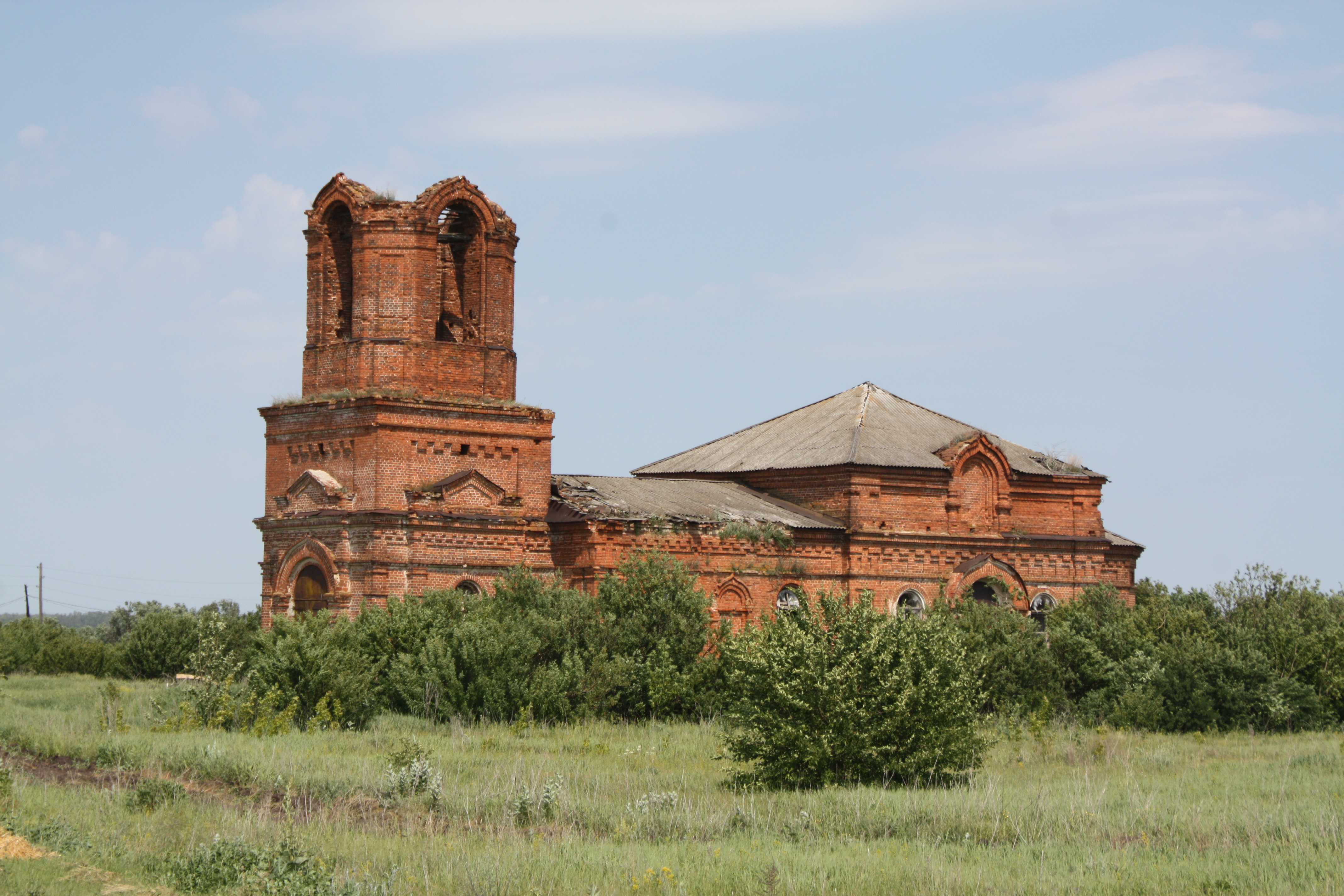
Церковь в деревне Красные Выселки

В деревне находится полуразрушенная кирпичная церковь Воздвижения Честного Креста Господня в Молвиной Слободе, основанная в 1689 году. Сохранившееся здание в неорусском стиле было построено в 1897 году. Оно представляет собой односветный четверик, завершавшийся главкой, с трапезной и колокольней, завершавшейся каркасным шатром. В предыдущей деревянной церкви были Введенский и Воздвиженский престолы. Храм был закрыт в 1930-х годах, в 1945 году богослужения возобновлены, однако в 1961 церковь вновь была закрыта. В настоящее время пустует, однако озвучены планы по восстановлению. Рядом с храмом расположено сельское кладбище. 